# Zmarli w sierpniu 2014

## Sierpień 2014
- 31 sierpnia
  - Wiesław Garboliński – polski malarz[1]
  - Jimi Jamison – amerykański wokalista rockowy[2]
  - Carol Vadnais – kanadyjski hokeista[3]
  - Jonathan Williams – brytyjski kierowca wyścigowy[4]
- 30 sierpnia
  - Igor Decraene – belgijski kolarz szosowy[5]
  - Philippe Gurdjian – francuski kierowca wyścigowy[6]
  - Andrew V. McLaglen – amerykański reżyser filmowy i telewizyjny[7]
- 29 sierpnia
  - Kazimierz Olszewski − polski polityk i dyplomata okresu PRL, wicepremier w latach 1972–1977[8]
  - Henryk Ryszka – polski reżyser filmów animowanych, pedagog[9]
  - Björn Waldegård – szwedzki kierowca rajdowy[10]
- 28 sierpnia
  - Glenn Cornick – angielski basista rockowy, muzyk zespołu Jethro Tull[11]
  - Bill Kerr – australijski aktor[12]
  - Jack Kraft – amerykański trener koszykówki[13]
  - Jacek Połujan – polski funkcjonariusz służb specjalnych, wiceszef Służby Wywiadu Wojskowego[14]
  - Mirko Tepavac – jugosłowiański polityk, przewodniczący partii komunistycznej w Autonomicznej Prowincji Wojwodina (1965–1967), minister spraw zagranicznych Jugosławii (1969–1972)[15]
  - John Anthony Walker – chorąży marynarki wojennej USA, agent KGB[16]
- 27 sierpnia
  - Sława Kwaśniewska – polska aktorka[17]
  - Peret – kataloński piosenkarz, gitarzysta, kompozytor[18]
  - Sandy Wilson – angielski kompozytor i autor piosenek[19]
- 26 sierpnia
  - John Nevins – amerykański duchowny katolicki, biskup Venice[20]
- 25 sierpnia
  - Grażyna Korsakow – polska aktorka[21]
  - Karl Molitor – szwajcarski narciarz alpejski[22]
  - Jan Słomski – polski lekarz i polityk[23]
  - Longin (Tałypin) – rosyjski biskup prawosławny, arcybiskup kliński i przedstawiciel Patriarchatu Moskiewskiego w Niemczech[24]
- 24 sierpnia
  - Richard Attenborough – brytyjski aktor, reżyser i producent filmowy[25]
- 23 sierpnia
  - Albert Ebossé Bodjongo – kameruński piłkarz[26]
  - Marcel Rigout – francuski polityk, deputowany, minister szkoleń zawodowych (1981-1984)[27]
  - Jerzy Rybiński – polski dziennikarz sportowy[28]
- 22 sierpnia
  - Philip Dowson – brytyjski architekt[29]
  - Bohumila Grögerová – czeska poetka[30]
  - Annefleur Kalvenhaar – holenderska kolarka[31]
- 21 sierpnia
  - Robert Hansen – amerykański seryjny morderca[32]
  - Jean Redpath – szkocka piosenkarka folkowa[33]
  - Albert Reynolds – irlandzki polityk, taoiseach Irlandii w latach 1992–1994[34]
- 20 sierpnia
  - Boris Dubin – rosyjski socjolog, tłumacz[35]
  - B.K.S. Iyengar – induski jogin[36]
  - José Luis Saldívar – meksykański piłkarz[37]
  - Edmund Szoka – amerykański duchowny katolicki, arcybiskup Detroit, Gubernator Państwa Watykańskiego, kardynał[38]
- 19 sierpnia
  - Simin Behbahani – irańska poetka[39]
  - James Foley – amerykański dziennikarz[40]
  - Brian G. Hutton – amerykański reżyser filmowy[41]
  - Dinu Patriciu – rumuński przedsiębiorca, polityk[42]
  - Józef Żyliński – polski koszykarz, trener[43]
- 18 sierpnia
  - Jim Jeffords – amerykański polityk[44]
  - Levente Lengyel – węgierski szachista[45]
- 17 sierpnia
  - António Elísio Capelo Pires Veloso – portugalski generał, gubernator i wysoki komisarz Wysp Świętego Tomasza i Książęcej (1974–1975)[46]
- 16 sierpnia
  - Besim Bokshi – kosowski pisarz i filolog, prezes Akademii Nauk i Sztuk Kosowa (2008–2011), przewodniczący Socjaldemokratycznej Partii Kosowa (1996–1998)[47]
  - Dawid Glass – izraelski polityk, członek Knessetu (1977–1981)[48]
- 15 sierpnia
  - Licia Albanese – amerykańska śpiewaczka operowa (sopran)[49]
  - John Blake – amerykański skrzypek jazzowy[50]
  - Jan Ekier – polski pianista, pedagog i kompozytor[51]
  - Jerry Lumpe – amerykański baseballista[52]
  - Andrzej Vincenz – polski slawista, publicysta i pisarz emigracyjny[53]
- 14 sierpnia
  - Mariana Briski – argentyńska aktorka[54]
  - Madeleine Collinson – pochodząca z Malty brytyjska aktorka i modelka[55]
  - Javier Guzmán – meksykański piłkarz[56]
  - Rick Parashar – amerykański producent muzyczny, znany ze współpracy z Alice in Chains oraz Pearl Jam[57]
- 13 sierpnia
  - Frans Brüggen – holenderski flecista, dyrygent[58]
  - Eduardo Campos – brazylijski polityk, lider Brazylijskiej Partii Socjalistycznej, kandydat na prezydenta Brazylii[59]
- 12 sierpnia
  - Lauren Bacall – amerykańska aktorka[60]
  - Abel Laudonio – argentyński bokser[61]
  - Arlene Martel – amerykańska aktorka[62]
  - Piotr Pec – polski wojskowy i działacz państwowy, wicewojewoda toruński (1982–1989)[63]
  - Kazimierz Trampisz – polski piłkarz[64]
- 11 sierpnia
  - Vladimir Beara – chorwacki piłkarz grający na pozycji bramkarza, wicemistrz olimpijski (1952)[65]
  - Kika Szaszkiewiczowa – polska artystka kabaretowa[66]
  - Robin Williams – amerykański aktor[67]
- 10 sierpnia
  - Manuel Maria Amaral de Freitas – portugalski pułkownik, p.o. gubernatora Makau (1986)[68]
  - Leonard Dobczyński – polski trener lekkoatletyczny[69]
  - Maria Kolokouri – grecka wokalistka zespołu black metalowego Astarte[70]
  - Kathleen Ollerenshaw – brytyjska matematyk i polityk[71]
  - Pierre Ryckmans – belgijski pisarz, krytyk literacki, sinolog[72]
- 9 sierpnia
  - Andrij Bal – ukraiński piłkarz[73]
  - Stanisław Czaderski – polski aktor[74]
  - Ed Nelson – amerykański aktor[75]
- 8 sierpnia
  - Edmund Collins – australijski duchowny katolicki, biskup Darwin[76]
  - Menahem Golan – izraelski producent i reżyser filmowy[77]
  - Charles Keating – angielski aktor[78]
  - Peter Sculthorpe – australijski kompozytor muzyki klasycznej[79]
- 7 sierpnia
  - Đorđe Stojšić – jugosłowiański polityk, szef parlamentu Autonomicznej Socjalistycznej Prowincji Wojwodiny (1982–1983), przewodniczący Związku Komunistów Wojwodiny (1985–1988)[80]
  - Henry Stone – amerykański producent nagrań[81]
- 5 sierpnia
  - Marilyn Burns – amerykańska aktorka[82]
  - Angéla Németh – węgierska lekkoatletka, oszczepniczka[83]
- 4 sierpnia
  - James Brady – amerykański polityk[84]
  - Jake Hooker – amerykański gitarzysta rockowy[85]
- 3 sierpnia
  - Edward Bede Clancy – australijski duchowny Kościoła rzymskokatolickiego, kardynał[86]
  - Dorothy Salisbury Davis – amerykańska autorka powieści kryminalnych[87]
  - Christian Frémont – francuski polityk[88]
  - Jan Jarczyk – polski kompozytor, pianista jazzowy[89]
  - Jess Marlow – amerykański reporter telewizyjny[90]
  - Kalinik (Aleksandridis) – grecki biskup prawosławny[91]
  - Irena Tusińska – polska koszykarka[92]
- 2 sierpnia
  - Tadeusz Gąsiorek – polski polityk i działacz partyjny, poseł na Sejm PRL VI i VII kadencji (1972–1980)[93]
  - Antoni Kopaczewski – polski samorządowiec, działacz opozycji demokratycznej w okresie PRL[94]
  - Erkan Koyuncu – turecki fotoreporter sportowy[95]
  - June Krauser – amerykańska pływaczka[96]
  - Billie Letts – amerykańska pisarka[97]
  - Barbara Prammer – austriacka polityk[98]
  - James Thompson – amerykański pisarz[99]
- 1 sierpnia
  - Rod de'Ath – walijski perkusista rockowy[100]
  - Walancin Bialkiewicz – białoruski piłkarz[101]
  - Halina Miroszowa – polska dziennikarka radiowa i telewizyjna[102]
  - Jerzy Sienkiewicz – powstaniec warszawski[103]